# Verses of Comfort, Assurance & Salvation
Verses of Comfort, Assurance & Salvation es el álbum debut del trío de indie pop Au Revoir Simone. Fue lanzado a la venta en octubre de 2005 por la discográfica Moshi Moshi. Este álbum fue inspirado en una pequeña prosa bíblica. Los miembros del trío musical reunieron las piezas del álbum en un puesto de ducha que pertenecía a su representante, Rod Sherwood, que lo convirtió en una cabina vocal con la ayuda de unos edredones plásticos.
"Through the Backyards" fue la primera pieza a ser lanzada como canción, la cual ganó cierto ímpetu por su inclusión en la sobre la emisora de radio basada en la web de David Byrne.

## Canciones incluidas
- "Through the Backyards of Our Neighbors" (3:54)
- "Hurricanes" (3:46)
- "The Disco Song" (2:19)
- "Where You Go" (2:41)
- "Back in Time" (5:18)
- "The Winter Song" (2:52)
- "And Sleep Al Mar" (3:53)
- "Stay Golden" (2:48)